# Kip Thorne
Kip Stephen Thorne (Logan, Utah, 1940. június 1. –) Nobel-díjas amerikai elméleti fizikus, jelentősen hozzájárult a gravitációs fizikai és az asztrofizikai kutatásokhoz. Régi barátja és munkatársa Stephen Hawkingnak és Carl Sagannak. Thorne a Csillagok között című filmhez is végzett kutatásokat.

## Életrajza
1962-ben a Kaliforniai Műszaki Egyetemen, majd 1965-ben a Princetoni Egyetemen végzett.

## Magyarul megjelent művei
- Az Interstellar és a tudomány; ford. Kovács József; Európa, Bp., 2015

## Díjai, kitüntetései
- 1967 – Guggenheim Fellowship for Natural Sciences[1]
- 2009 – Albert Einstein Medal[1]
- 2016 – fizikai Breakthrough-díj[2]
- 2017 – fizikai Nobel-díj

## Fordítás
- Ez a szócikk részben vagy egészben  a   Kip Thorne című angol Wikipédia-szócikk ezen változatának fordításán alapul.  Az eredeti cikk szerkesztőit annak laptörténete sorolja fel. Ez a jelzés csupán a megfogalmazás eredetét és a szerzői jogokat jelzi, nem szolgál a cikkben szereplő információk forrásmegjelöléseként.